# Villette (Yvelines)
Villette is een gemeente in het Franse departement Yvelines (regio Île-de-France) en telt 528 inwoners (2021). De plaats maakt deel uit van het arrondissement Mantes-la-Jolie.

## Geografie
De oppervlakte van Villette bedraagt 4,6 km², de bevolkingsdichtheid is 109,3 inwoners per km².
De onderstaande kaart toont de ligging van Villette (Yvelines) met de belangrijkste infrastructuur en aangrenzende gemeenten.

## Demografie
Onderstaande figuur toont het verloop van het inwonertal (bron: INSEE-tellingen).